# 蘭嶼麵包樹
蘭嶼麵包樹（学名：Artocarpus xanthocarpus）为桑科波羅蜜屬下的一个种。

## 扩展阅读
- 維基物種上的相關：蘭嶼麵包樹